# Vattenmantling
Vattenmantling innebär att värmen från fastbränsleeldning lagras och sprids med hjälp av vatten. Vattenmantling finns för till exempel kakelugn, braskamin och pelletskamin. En av fördelarna med vattenmantling är möjligheten att sprida värmen i ett centralvärmesystem, en annan är att vattnets förmåga att lagra värme är större än till exempel sten. Vissa kaminer använder vattenmantling för att värma enbart tappvarmvatten.